# Белгрейд
Белгрейд (англ. Belgrade) — город в Монтане (США). Крупнейший город штата из тех, что не являются окружными центрами.

## География
Белгрейд расположен в юго-западной части штата, его площадь составляет 8,42 км², открытых водных пространств нет. Высота над уровнем моря — 1350—1370 метров. Город обслуживает международный аэропорт Бозмен-Йеллоустон.

## История
Поселение Белгрейд было основано бизнесменом Томасом Куоу в июле 1881 года. Имя ему он дал в честь Белграда, столицы Сербии, инвесторы из которой дали деньги на строительство части Северо-Тихоокеанской железной дороги.
В 1906 году Белгрейд получил статус города.
C 1975 года в городе проводится ежегодный осенний фестиваль.

## Демография
Расовый состав
- белые — 94,2 %
- коренные американцы — 1,0 %
- азиаты — 0,5 %
- афроамериканцы — 0,5 %
- уроженцы Гавайев или тихоокеанских островов — 0,1 %
- прочие расы — 1,2 %
- смешанные расы — 2,5 %
- латиноамериканцы (любой расы) — 3,8 %

Средний возраст жителя Белгрейда составляет 30,8 лет против среднего по штату в 44,1 год.